# ファイナライズ
ファイナライズ (Finalize) とは、あるフォーマット内での情報を完成させる（読み取り可能なフォーマットとしての未完成な部分を完結させる）処置である。
CDやDVDなど、追記型メディア（Write Once Read Many、WORM）のことを考慮せずに当初のROM方式のメディアの規格を標準化してしまったため、後発の追記型メディアの記録フォーマットにおいて、「追記中はROM方式のメディアのフォーマットと互換性が無い」「互換をとるには一旦追記を止め、完成させる（ファイナライズする）作業が必要である」という方式になってしまったものがあり、そういった方式において「読み込みできるディスクとして完成させる」作業を指す。
以下はその背景などの解説である。

## 概説
CDやDVDは、元来読み取り専用メディア（最初から情報が記録されていて変更ができない音楽CDや映画の入ったDVDがその例）として開発されたものであり、CD-RやDVD-Rなどの記録型メディアは後から追加で設定されたもので、厳密に言えば読み取り専用メディアと記録型メディアは全く異なる規格である。
CD/DVDレコーダーに使用されるCD/DVDドライブは記録機能を有しており、追記・書き換え型ディスク上の未記録領域を含む任意の箇所にアクセス可能である。これに対してCD/DVDプレーヤー（再生専用機）に使用されるCD/DVDドライブは再生専用品であり、追記・書き換え型ディスク上の未記録領域にはアクセス出来ない。記録途中のこれらのディスクには、データの範囲や配置状態に関する情報が未完成であるばかりでなく、未記録の領域が残存している。
CD/DVDプレーヤー用のドライブは、ディスクの全面にわたって何らかのデータが物理的に連続して記録されていると共に、ディスク上のデータの範囲や配置状態に関する論理的な情報が完結している、読み取り専用メディア（いわゆるROMタイプのディスク）を前提に設計されている。このため記録途中の追記・書き換え型ディスクをCD/DVDプレーヤーで再生することはできない。
この問題を解決する為の処理がファイナライズであり、ファイナライズを実施することで、例えば、CD-RはCD-ROM、DVD-RはDVD-ROMのようにそれぞれのメディアにおいて記録用メディアと読み取り専用メディアの内部構造が物理的・論理的に近いものとなるので、記録した機器だけではなく他の再生用機器（DVDプレーヤーなど）でも再生が可能になる（再生互換が高まる）。
また、ファイナライズではデータの範囲や記録状態に関する情報を完成させるだけではなく、何らかの情報（ダミーデータであっても良い）を記録することで未記録領域をなくす処理も行われる。

## 家電製品でのファイナライズ
例えば、そのメディアを録画・録音した機器では再生が可能であるが、同メディアの再生をほかの機器で試みる際に、ディスクエラーなどが出る場合がある。これは該当メディアの録画・録音に利用した機器では録画・録音した場所が認識できるが、そのメディアに録画・録音していない機器では「データがどこにあるか分からない（検出できない）」ために起こる現象であり、ファイナライズを行って解決する必要がある。すなわち、DVDレコーダーなどで録画したDVD-RやCD-Rなどの記録メディアを、ほかのDVDプレーヤーなどでも再生可能にするためには、ファイナライズを行わなければならない。
DVDレコーダーでは録画終了時に、「ファイナライズしますか?」などの確認メッセージ表示がないため、気付かずに録画工程を終えてしまう人も存在する。結果、利用者が録画したメディアが他の機器では再生・読み込みが出来ない原因となっている。

DVD-Rのような追記型ディスクでは、一度ファイナライズしたディスクはファイナライズ前の状態には戻せないが、DVD-RWのような書き換え型ディスクではファイナライズ解除と呼ばれる処理によりファイナライズ前の状態に戻すことが出来る。最近はパソコンでのCD作成もあるがこの場合ファイナライズは書き込み後自動的にされるため追記は不可能

## メディア・フォーマットによる差異
- 音楽CD形式（CD-R/RW) - パソコン用のライティングソフトや、音響機器のCDレコーダーでは未ファイナライズの音楽CDが作成できる場合があるが、他の機器で再生するにはファイナライズが必要である。
- DVD-RAM - ファイナライズの概念がない。誤削除防止のためカートリッジ入りメディアの場合はカートリッジに書き込み禁止状態にするスイッチが付いている。現在主流のカートリッジなしメディアでも、DVDレコーダーによっては消去防止のプロテクトを設定することができる。
- Blu-ray Disc（BD-R/RE） - DVD-RAM同様ファイナライズの概念がない。プレイステーション3など再生専用機器でも未使用領域があるメディアを再生可能である。BDレコーダーによっては消去防止のためのプロテクト処理（解除可能）やクローズ処理（BD-Rのみ）を施すことができる。ただしBD-Rをクローズ処理をした場合ムーブバック（BD-RからBDレコーダーへ書き戻し）はできない。（コピーフリー番組はダビング可能）
- HD DVD-R - 東芝 RD-A301の取扱説明書によれば、他機器で再生するためにはファイナライズが必要。